# Кутик (річка)
Кути́к (Великий Кутик, рос. Кутык, Большой Кутык) — річка в Удмуртії (Ігринський район), Росія, ліва притока Кільмезю.
Річка починається за 1 км на північний схід від села Чечеги. Річка спочатку тече на захід, після села Мучі повертає на південний захід. Остання третина течії проходить у західному напрямку, останні 2 км річка протікає на південний захід. Впадає до Кільмезі на північній околиці села Арлеть. Окрім невеликоїх ділянки у верхній течії вся річка протікає через ліси. Приймає декілька дрібних приток, серед яких найбільша права Малий Кутик. Нижня течія заболочена, для осушення боліт використовують дренажні канали. Біля села Мучі збудовано ставок.
Над річкою не розташовано населених пунктів. У середній течії на біля гирла річку перетинають автомобільні мости. Біля колишнього села Красна Горка через річку проходить нафтопровід.